# زامبی

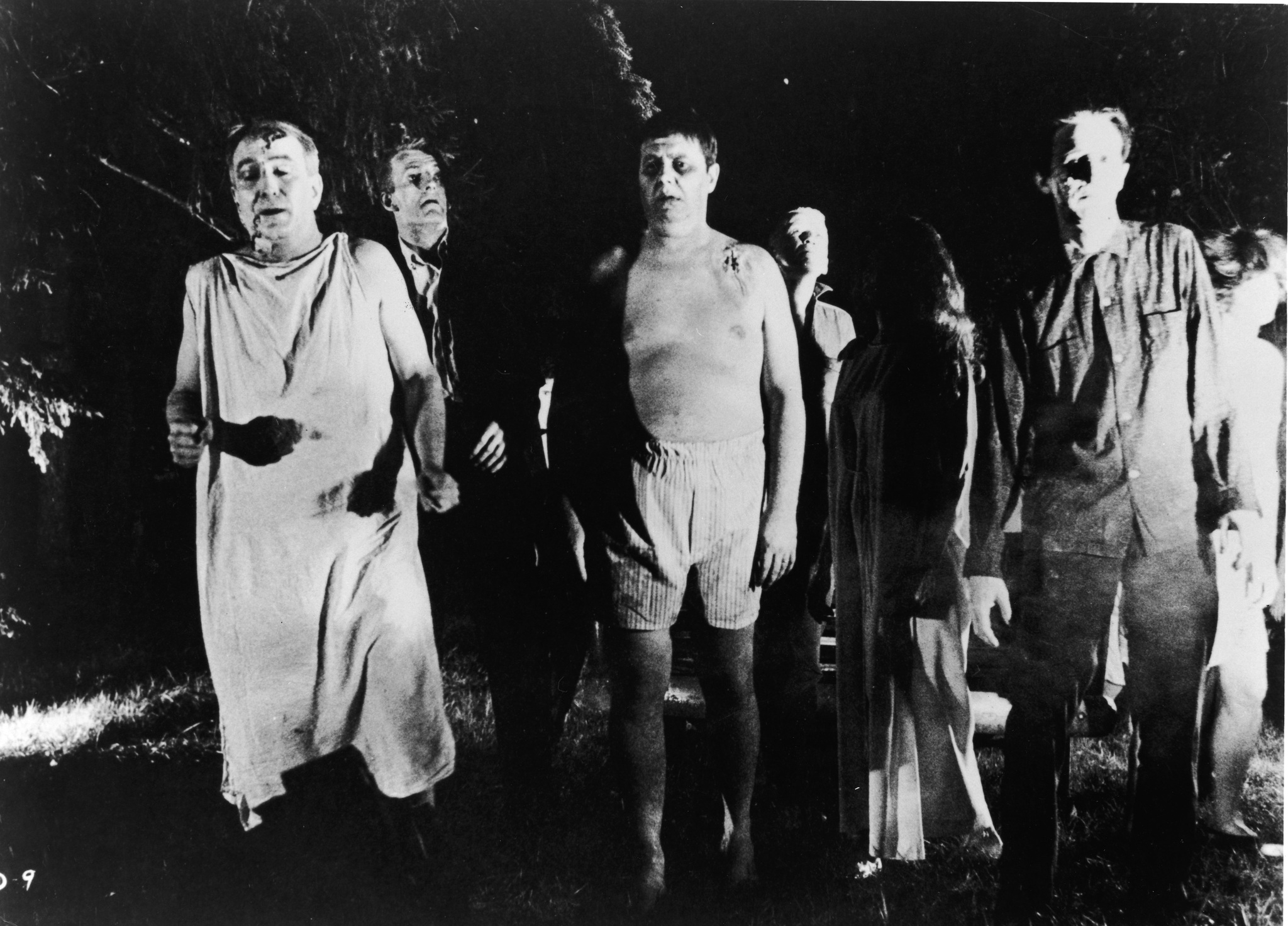
شب مردگان زنده (۱۹۶۸) ساختهٔ جرج رومرو را نمونهٔ پیشروی زامبی‌های تخیلی در فرهنگ مدرن می‌دانند.

زامبی (انگلیسی: zombie) یک موجود افسانه‌ای به شکل مردهٔ ازگوربرخاسته و از لحاظ جسمانی متحرک است که ازطریق زنده‌کردن یک جنازه به‌وجود آمده‌ است.
زامبی‌ها بیشتر در آثاری با ژانر ترسناک و فانتزی یافت می‌شوند. اصطلاح زامبی از فولکلور هائیتی آمده که در آن زامبی یک بدن مرده‌ است که ازطریق روش‌های مختلف و معمولاً جادویی مانند ودو زنده می‌شود. تصاویر رسانه‌های مدرن از زنده‌شدن مردگان اغلب شامل جادو نیست، بلکه روش‌های علمی-تخیلی مانند حامل بیماری، تشعشعات، بیماری‌های روانی، ناقل‌ها، بیماری‌زا‌ها، انگل‌ها، حوادث علمی و غیره را شامل می‌شود.
کلمۀ انگلیسی «zombie» اولین بار در سال ۱۸۱۹ در تاریخ برزیل و توسط رابرت ساوتی به شکل «zombi» ثبت شده است. فرهنگ انگلیسی آکسفورد منشأ این کلمه را آفریقای غربی می‌داند و آن را با کلمات کنگوئی nzambi (خدا) و zumbi یا nzumbi (فتیش) مقایسه می‌کند.
در فرهنگ عامه در نیمۀ دوم قرن بیستم نسخۀ جدیدی از زامبی، متمایز از آنچه در فولکلور هائیتی توصیف شده‌ است، ظهور کرد. این تفسیر از زامبی عمدتاً از فیلم شب مردگان زنده ساختهٔ جرج رومرو (۱۹۶۸) گرفته شده که این فیلم تا حدی از رمانی نوشتهٔ ریچارد متیسون الهام گرفته بود. کلمۀ زامبی در فیلم شب مردگان زنده به‌کار نرفت، اما بعداً توسط طرفداران استفاده شد. پس از انتشار فیلم‌های ژانر زامبی مانند طلوع مردگان (۱۹۷۸) و موزیک ویدیوی تریلر از مایکل جکسون (۱۹۸۳)، محبوبیت این ژانر برای چند سال کاهش یافت.